# Cloughjordan
Cloughjordan (auch: Cloghjordan, irisch Cloch Shiurdáin, deutsch: Siurdáns Stein) ist eine Landstadt (Town) im County Tipperary in der Republik Irland und hat 701 Einwohner (Stand 2022).

## Lages
Cloughjordan liegt etwa 17 Kilometer nordöstlich von Nenagh an der Grenze zum County Offaly bzw. an der Grenze der Provinz Munster zur Provinz Leinster. Im Ort kreuzen sich die R490 von Borrisokane nach Moneygall mit der R491 von Nenagh nach Roscrea. Der Bahnhof von Cloughjordan liegt an der Bahnstrecke Limerick–Ballybrophy.
Nordöstlich der Siedlung liegt das Waldgebiet Knockanacree Woods.

## Geschichte
Nahe Cloughjordan befindet sich das Wedge Tomb von Gorraun. Dieses ist nicht zu verwechseln mit der Motte von Garraun, die sich nordöstlich von Cloughjordan befindet.
Die normannische Familie De Marisco (später anglisiert: Morrissey oder Morris) bauten hier mehrere Gebäude innerhalb einer Motte. Angeblich soll der erste Ritter De Marisco ein Kreuzfahrer gewesen sein, der einen Stein vom Fluss Jordan mitbrachte und so den Namen des Ortes prägte. 
Im 17. Jahrhundert wurde John Harrison, Colonel der New Model Army Cromwells hier begütert. Er ließ Cloughjordan House an der Stelle des Tower Houses der De Mariscos errichten. Teile des Tower Houses wurden in das Landhaus eingebaut.

## Persönlichkeiten
- Thomas MacDonagh (1878–1916), Dichter und Revolutionär (Irish Volunteers)
- Dorothy Dermody (1909–2012), Fechterin, Teilnehmerin an den Olympischen Spielen 1948
- Patrick Bergin (* 1951), Schauspieler und Sänger, lebt hier

## Sehenswürdigkeiten
- Mullenkeagh House, um 1700 errichtet, um 1800 im georgianischen Stil umgebaut
- die anglikanische St. Kieran’s Church mit dem Kirchhof wurde 1837 gebaut
- Methodistenkirche mit polychromen Ziegeln, 1875 erbaut
- katholische St.-Michael-and-St.-John’s Church, 1898 erbaut
- das Eco-Village im Norden Cloughjordans soll mit 29 Nullenergiehäusern seit 2009 besonders nachhaltiges dörfliches Leben präsentieren

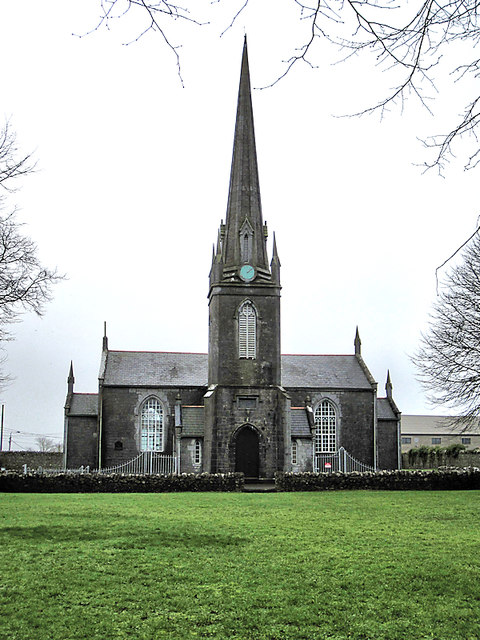
St. Kieran’s Church